# Wiaczesław Tichonow

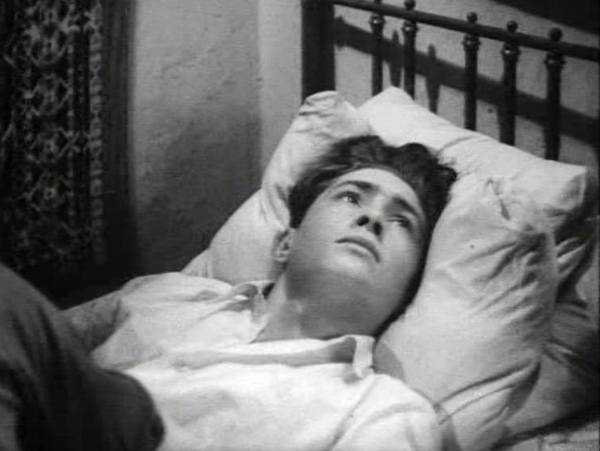
Wiaczesław Tichonow w filmie Młoda gwardia, 1948

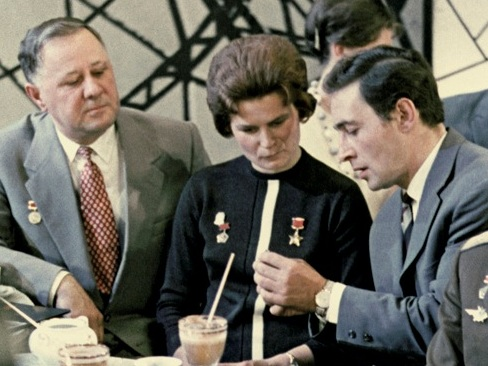
Wiaczesław Tichonow (pierwszy z prawej), obok Walentiny Tierieszkowej, Moskwa 1963

Wiaczesław Wasiljewicz Tichonow (ros. Вячеслав Васильевич Тихонов; ur. 8 lutego 1928 w Pawłowskim Posadzie koło Moskwy, zm. 4 grudnia 2009 w Moskwie) – radziecki i rosyjski aktor filmowy i teatralny.
Największą sławę przyniosła mu rola Standartenführera SS Stirlitza w serialu Siedemnaście mgnień wiosny (1973, ros. Семнадцать мгновений весны, na podstawie powieści Juliana Siemionowa). Ponadto Tichonow wystąpił m.in. w filmach nagrodzonych Oscarem – Wojna i pokój (1969) i Spaleni słońcem (1994). Został uhonorowany m.in. Orderem Lenina oraz tytułami m.in. Ludowego Artysty ZSRR (1974) i Bohatera Pracy Socjalistycznej (1982).
Oprócz filmów fabularnych wystąpił także w poświęconym mu filmie dokumentalnym Профессия – киноактёр wyświetlanym w TVP pod tytułem Zawód aktor.

## Życiorys

### Młodość i początki kariery
Pochodził z rodziny robotniczej – jego ojciec Wasilij Romanowicz był mechanikiem w przędzalni, a matka Walentyna Wiaczesławowna opiekunką w domu dziecka. W wieku 13 lat rozpoczął naukę zawodu tokarza, a następnie zaczął pracować w fabryce broni (okres II wojny światowej). W 1944 rozpoczął naukę jako student roku zerowego na politechnice. Wbrew woli rodziców, którzy widzieli w nim inżyniera, marzył o zawodzie aktora.
W 1945 próbował dostać się na studia do moskiewskiego WGIK. Nie zdał egzaminów, jednak po zakończeniu rekrutacji znalazł się w klasie prof. Borysa Bibikowa. W czasie studiów zadebiutował jako aktor – w 1948 wystąpił w filmie Siergieja Gierasimowa Młoda gwardia. Uczelnię ukończył z wyróżnieniem w 1950. Niestety przez kolejne 10 lat nie otrzymywał żadnych interesujących propozycji; grał poślednie, oparte głównie na jego męskiej urodzie, role w Moskiewskim Teatrze Studyjnym. Dopiero w 1958 Stanisław Rostocki powierzył mu rolę traktorzysty Morozowa w produkcyjniaku Dwie rywalki (Dieło było w Pieńkowie). Rola ta przyniosła mu uznanie widzów. Od tego momentu rozpoczęła się jego prawdziwie aktorska kariera – otrzymywał i przyjmował propozycje ról w wielu znaczących filmach kina radzieckiego. Ukoronowaniem tego okresu kariery aktora był udział w nagrodzonej Oskarem megaprodukcji Siergieja Bondarczuka Wojna i pokój, w której zagrał Bołkońskiego. Za rolę nauczyciela Mielnikowa w kolejnym filmie Rostockiego Dożyjemy do poniedziałku otrzymał w 1970 Nagrodę Państwową ZSRR.

### Siedemnaście mgnień wiosny
Największą sławę przyniosła mu jednak rola Standartenführera SS Stirlitza (Isajewa) w czarno-białym serialu Siedemnaście mgnień wiosny (1973, ros. Семнадцать мгновений весны, na podstawie powieści Juliana Siemionowa). Niespotykaną popularność, jaką cieszył się film w ZSRR i poza jego granicami, przyniosła aktorowi Nagrodę Państwową RFSRR w 1976 i członkostwo w KPZR.

### Ostatnie lata
Rola Stirlitza stała się jednocześnie końcem kariery „zaszufladkowanego” aktora. Po emisji serialu grywał rzadko i nie były to role znaczące – kimkolwiek był na ekranie, widziano w nim radzieckiego wywiadowcę-pracownika specsłużb. Obraz ten ugruntowała rola w serialu TV z 1984 p. t. TASS upałnomoczien zajawit...
W 2002 aktor przeszedł zawał serca. Szpitalem najbliższym jego miejsca zamieszkania była klinika wojskowa, dokąd go przewieziono. Podczas spisywania danych personalnych obok imienia i nazwiska na pytanie o stopień podał Standartenführer.

### Śmierć
28 listopada 2009 aktor trafił do Centralnego Szpitala Klinicznego w Moskwie. 3 grudnia przeszedł kolejny zawał i był operowany. Zmarł dzień później. Kondolencje rodzinie zmarłego złożyli Władimir Putin i Dmitrij Miedwiediew.
Został pochowany na cmentarzu Nowodziewiczym w Moskwie.

## Życie prywatne
Pierwszą żoną Tichonowa była aktorka Nonna Mordiukowa, z którą przeżył 13 lat i miał syna Władimira (1950–1990). Po raz drugi ożenił się w 1967 z Tamarą Iwanowną, z którą miał córkę Annę (ur. 1969). Z drugą żoną przeżył 42 lata.

## Filmografia
- 1948 – Młoda gwardia (Молодая гвардия) jako Wołodia Ośmuchin
- 1950 – W dni pokoju (В мирные дни)
- 1951 – Taras Szewczenko (Тарас Шевченко)
- 1952 – Maksymek (Максимка)
- 1954 – O tym nie wolno zapomnieć (Об этом забывать нельзя)
- 1955 – Gwiazdy na skrzydłach (Звёзды на крыльях)
- 1956 – Serce znów bije (Сердце бьется вновь)
- 1958 – Dwie rywalki (Дело было в Пенькове)
- 1959 – Wypadek ekstraordynarny (Ч.П. – чрезвычайное проишествие)
- 1959 – Majowe gwiazdy (Майские звёзды)
- 1959 – Pragnienie (Жажда)
- 1960 – Sprawa trzynastu (Мичман Панин)
- 1961 – Dwa życia (Две жизни)
- 1962 – Dom na rozstajach (На семи ветрах)
- 1963 – Tragedia optymistyczna (Оптимистическая трагедия)
- 1965 – Bohater naszych czasów (Герой нашего времени)
- 1966 – Beła (Бэла)
- 1967 – Wojna i pokój (Война и мир) jako Andriej Bołkoński
- 1967 – Zosja (Зося)
- 1968 – Dożyjemy do poniedziałku (Доживём до понедельника)
- 1969 – Szczęście rodzinne (Семейное счастье)
- 1970 – Karuzela (Карусель)
- 1970 – Jeden z nas (Один из нас)
- 1971 – Osoba po drugiej stronie (Человек с другой стороны)
- 1971 – Jegor Bułyczow i inni (Егор Булычов и другие)
- 1971 – Trzymaj się chmur (Держись за облака)
- 1973 – Siedemnaście mgnień wiosny (Семнадцать мгновений весны) jako wywiadowca Maksym Isajew-Stirlitz
- 1974 – Rozerwany pierścień (Фронт без флангов)
- 1975 – Oni walczyli za ojczyznę (Они сражались за Родину)
- 1976 – ...I inni urzędnicy (...И другие официальные лица)
- 1976 – Opowieść o ludzkim sercu (Повесть о человеческом сердце)
- 1977 – Biały Bim Czarne Ucho (Белый Бим Чёрное ухо)
- 1977 – Diałog (Диалог)
- 1978 – Po ulicam komod wodili (По улицам комод водили)
- 1978 – Front za linią frontu (Фронт за линией фронта)
- 1979 – Zawód – aktor filmowy (Профессия – киноактер) jako cameo
- 1981 – Urlop bezpłatny (Отпуск за свой счёт)
- 1982 – Front na tyłach wroga (Фронт в тылу врага)
- 1982 – Nizami (Низами)
- 1982 – Europejska historia (Европейская история)
- 1984 – Kryptonim „Trianon” (ТАСС уполномочен заявить...)
- 1985 – Walka o Moskwę (Битва за Москву)
- 1986 – Podejście do przyszłości (Приближение к будущему)
- 1987 – Apelacja (Апелляция)
- 1987 – Niecierpliwość duszy (Нетерпение души)
- 1987 – Jeźdźcy (Наездники)
- 1988 – Zabic drakona (Убить дракона)
- 1989 – Miłość z przywilejami/Szczegóły miejskie (Любовь с привилегиями/Городские подробности)
- 1991 – Fantazmaty zielonego pokoju (Призраки зелёной комнаты)
- 1991 – Wiwat, gardemarinowie! (Виват, гардемарины!)
- 1992 – Biesy (Бесы)
- 1992 – Kapłani i ołtarze (Жрецы и алтари)
- 1992 – Gardemariny III (Гардемарины III)
- 1993 – Niezrównana (Несравненная)
- 1993 – Benefis małomiasteczkowy (Провинциальный бенефис)
- 1993 – Kodeks hańby (Кодекс бесчестья)
- 1994 – Spaleni słońcem (Утомлённые солнцем)
- 1994 – Kodeks milczenia-2. Ślad czarnej ryby (Кодекс молчания-2: След чёрной рыбы)
- 1995 – Awantura (Авантюра)
- 1996 – Miły przyjaciel z dawno zapomnianych lat (Милый друг давно забытых лет)
- 1998 – Poczekalnia (Зал ожидания)
- 1998 – Utwór do dnia Zwycięstwa (Сочинение ко Дню Победы)
- 1998 – Berliński ekspres (Берлинский экспресс)
- 2006 – Oczami wilka (Глазами волка)
- 2006 – Andersen. Życie bez miłości (Андерсен. Жизнь без любви)

## Odznaczenia
- Medal „Sierp i Młot” Bohatera Pracy Socjalistycznej (1982)
- Order „Za zasługi dla Ojczyzny” III klasy (2003)
- Order „Za zasługi dla Ojczyzny” IV klasy (1995)
- Order Honoru (2008)
- Order Lenina (1982)
- Order Rewolucji Październikowej (1978)
- Order „Znak Honoru”
- Medal współpracy wojskowej (2003, FSB)
- Medal „Za zasługi” (2003, SWZ)
- Ludowy Artysta ZSRR (1974)
- Zasłużony Artysta RFSRR (1962)
- Nagroda Państwowa RFSRR im. braci Wasilewskich (1976)
- Nagroda Leninowska (1980)
- Nagroda Państwowa ZSRR (1970)
- Nagroda Leninowskiego Komsomołu (1979)
- Nagroda Prezydenta Federacji Rosyjskiej (1998)
- Państwowa Nagroda im. Tarasa Szewczenki (1980)